# Brokseglare
Brokseglare (Aeronautes saxatalis) är en fågel i familjen seglare som förekommer i bergstrakter i västra Nordamerika och Centralamerika.

## Utseende och läte
Brokseglaren är en 15–18 cm lång medlem av familjen med mycket karakteristik fjäderdräkt. Den är helsvart med vitt på strupe, buk, övergumpens sidor och armpennornas bakkant. I formen är den mer långvingad samt har längre och spetsigare stjärt. Lätet är en lång och fallande serie med gälla toner, "ki ki ki kir kir kiir kiir krrsh krrsh", som hörs på långt håll.

## Utbredning och systematik
Arten delas in i två underarter med följande utbredning:
- Aeronautes saxatalis saxatalis: förekommer från södra British Columbia och söderut till Baja California och sydvästra Mexiko (Oaxaca)
- Aeronautes saxatalis nigrior: förekommer från södra Mexiko (Chiapas) till centrala Honduras

Artens utbredningsområde, där orange är sommartid och lila året runt.

## Levnadssätt
Brokseglaren ses huvudsakligen nära häckplatserna vid bergsbelägna klippstup, ofta i smågrupper. Den lägger ägg från början av maj till slutet av juni.

## Status och hot
Arten har ett stort utbredningsområde och en stor population, men tros minska i antal, dock inte tillräckligt kraftigt för att den ska betraktas som hotad. Internationella naturvårdsunionen IUCN kategoriserar därför arten som livskraftig (LC). Beståndet uppskattas till 3,2 miljoner vuxna individer.